# Nachal Tov
Nachal Tov (hebrejsky נחל טוב) je vádí na Západním břehu Jordánu a v jižním Izraeli, na severovýchodním okraji Negevské pouště, respektive v Judské poušti a Judských horách.
Začíná na Západním břehu Jordánu v nadmořské výšce okolo 800 metrů v hornaté krajině východně od izraelské osady Bejt Jatir a od dálnice číslo 80. Krátce poté vstupuje na území Izraele v jeho mezinárodně uznávaných hranicích a směřuje k jihu zvlněnou pouštní krajinou, přičemž se postupně zařezává do okolního terénu. Od severu sem zleva ústí vádí Nachal Cabim. Severozápadně od města Arad vádí dočasně prochází planinou s řídce rozptýleným beduínským osídlením okolo archeologické lokality Tel Arad. Zde pak ústí zleva do vádí Nachal Ce'elim, které jeho vody odvádí do Mrtvého moře.